# Грушина Олена Едуардівна
Олена Едуардівна Грушина (8 січня 1975, Одеса) — українська фігуристка, призер Олімпійських ігор.
Олена Грушина тренувалася в спортивному товаристві Збройних Сил України в Одесі.
Олімпійську медаль вона виборола на Туринській Олімпіаді в спортивних танцях у парі з Русланом Гончаровим.